# National Museum of the American Indian
Il Museo Nazionale degli Indiani d'America (in inglese National Museum of the American Indian, NMAI), fa parte dello Smithsonian e ha sede negli Stati Uniti.

## Storia
Il museo è stato istituito nel 1989 e da quel momento si è impegnato costantemente a dar voce ai popoli nativi. L'atto costitutivo è stato modificato nel 1996.

## Struttura
Il museo gestisce tre strutture:
- il museo nel National Mall di Washington,
- il George Gustav Heye Center a New York,
- il Cultural Resources Center a Suitland.

### National Mall
Si trova sul lato sud del National Mall tra il National Air and Space Museum e i giardini botanici, di fronte all'edificio est della National Gallery of Art. L'ingresso al museo si trova sull'angolo tra Third Street e Maryland Avenue, di fronte all'edificio del Campidoglio.
Al piano terra è presente il Teatro Rasmuson e l'atrio Potomac oltre al centro di accoglienza. Al primo piano si trova la galleria Sealaska e la mostra intitolata Ritorno al luogo natio: I popoli algonchini della Baia di Chesapeake.
Salendo di un piano si trova il centro imagiNATIONS e le mostre intitolate Una finestra sulle collezioni e Americani. All'ultimo piano dell'edificio sono invece presenti: il teatro Lelawi (attualmente chiuso), il salone degli sponsor e tre diverse mostre:
- Senza legami: Arte narrativa delle Grandi Pianure
- Da nazione a nazione
- Una finestra sulle collezioni

### George Gustav Heye Center
La sede di New York del museo si trova nella storica Alexander Hamilton U.S. Custom House in un Green Bowling a Lower Manhattan. L'ingresso del museo si trova sul lato sud di Bowling Green, adiacente all'angolo nord-est di Battery Park. Il museo si snoda su tre livelli:
- al piano terra si trova l'auditorium;
- al primo piano si trova il padiglione Diker dedicato all'arte e alle culture indigene, nonché il centro attività imagiNATIONS;
- al secondo piano si trova la rotonda, la galleria fotografica e quattro gallerie.

### Cultural Resources Center (CRC)
Il Cultural Resources Center è stato progettato con input da parte dei popoli nativi e considerazioni culturali per essere la casa delle collezioni, rimane un punto focale per molti dei componenti della NMAI. In preparazione per il passaggio delle collezioni da New York, i rappresentanti tribali hanno esaminato le collezioni regionali per fornire una guida sulla preparazione adeguata delle collezioni, il loro trasporto, la segregazione di materiali sensibili e specifiche regole per la manipolazione dei reperti, sia durante il trasferimento che al CRC.
L'organizzazione delle collezioni al CRC è stata fatta secondo le origini tribali, rispetto al tipo fisico, come tessuti o cestini, e consente ai visitatori tribali un rapido accesso visivo e fisico alle loro partecipazioni culturali e i materiali sensibili sono fisicamente separati dagli oggetti della vita quotidiana, consentendo così ai visitatori di lavorare con le raccolte senza rischi di incontrare raccolte sensibili.
Attraverso la ricerca NMAI, la preparazione delle esposizioni, i programmi di artisti in visita e altre opere, il museo ospita costantemente studiosi e ricercatori nativi e non le cui continue risposte alle collezioni contribuiscono alla loro migliore comprensione. Questi e altri contatti, così come la crescente visibilità pubblica della NMAI, hanno anche offerto ulteriori opportunità per costruire e diversificare le collezioni in linea con la missione della NMAI e nuove direzioni per gli usi interpretativi delle collezioni.
Dal trasferimento del MAI allo Smithsonian nel 1989, l'NMAI ha fatto passi da gigante nel continuare a costruire la collezione attraverso donazioni, acquisti e commissioni, enfatizzando le arti moderne e contemporanee.

## Collezioni
Il museo si prende cura di una delle collezioni più estese di artefatti Nativi al mondo, tra cui oggetti, fotografie, archivi e media che coprono l'intero emisfero occidentale, dal circolo polare artico alla Terra del Fuoco.
Le attuali partecipazioni della NMAI hanno le loro basi nella collezione dell'ex Museo degli indiani americani (MAI) di New York, assemblato in gran parte da George Gustav Heye (1874-1957). Dalla sua prima acquisizione, l'acquisto nel 1897 di una camicia navajo in Arizona, la collezione si espanse rapidamente ad includere anche reperti archeologici.
Nel 1903, Heye acquistò grandi collezioni archeologiche da tutto l'emisfero e nel 1906 aveva accumulato oltre 10.000 oggetti. La rapida crescita della collezione è stata direttamente influenzate da coloro che hanno aiutato Heye, tra cui Marshall Saville alla Columbia University e George Pepper dell'American Museum of Natural History di New York.
Nel 1904, Heye iniziò un catalogo di collezioni su carta da 3 - 5 pollici, segnando gli inizi della sua idea museale, della raccolta sistematica e della documentazione dei reperti. Sebbene Heye e altri hanno fondato il museo nel 1916, ha iniziato a sollecitare il sostegno di amici benestanti almeno dieci anni prima. Con il sostegno di sua madre, Heye ha finanziato importanti scavi in Messico ed Ecuador nel 1906, l'inizio di un piano di ricerca latinoamericano a lungo termine.
Il supporto di Heye per la sistematica ricerca latinoamericana ha preceduto l'identificazione della regione del 1907 dell'American Anthropological Association. Nel 1908, dopo aver riempito il suo appartamento di New York e un magazzino vicino, prese accordi con il Museo dell'Università della Pennsylvania per esibire la sua collezione e riunire il proprio staff per continuare a costruirla e prendersene cura.
Sebbene la completa transizione della metà del XX secolo dell'Antropologia dai musei alle università sia ora vista come una cosa ovvia, non avrebbe potuto essere previsto quando Heye iniziò a pianificare il suo museo. L'archeologia americana è stata particolarmente importante per la crescita dell'antropologia, ma è stata ampiamente sostituita da una crescente enfasi sull'etnografia e le origini della civiltà occidentale in Medio Oriente.
Al Museo dell'Università e all'American Museum of Natural History, che Heye potrebbe aver considerato i modelli di musei, l'archeologia americana è stata sempre più emarginata. Sebbene la Smithsonian Institution e il Peabody Museum of Archaeology and Ethnology di Harvard abbiano mantenuto forti programmi archeologici, le istituzioni di New York non hanno servito l'interesse di Heye per l'archeologia. Allo stesso tempo, i musei hanno iniziato a passare dalla ricerca verso l'educazione pubblica, spesso raccogliendo per sviluppare mostre piuttosto che perseguire la scienza. Al contrario, gli interessi di Heye erano in particolare New York, l'educazione degli adulti e lo studio antropologico degli indiani americani.
Nel 1916, con la collezione comprendeva un totale di 58.000 oggetti, e ad Heye fu offerto un posto tra la 155a e Broadway in un nuovo complesso di organizzazioni culturali. Supportato da amici benestanti, fu costruito il Museo degli indiani americani. Qui Heye espose tutta la sua collezione e creato il museo di cui venne nominato direttore a vita. L'apertura ufficiale del museo - rinviato a causa dello scoppio della prima guerra mondiale- risale al 1922.

Firmando un accordo di fiducia nel 1916 e trasferendo le sue collezioni, Heye creò "un museo per la collezione, la conservazione, lo studio e la mostra di tutte le cose collegate all'antropologia degli aborigeni del Nord, al centro e al sud americano e al sud degli oggetti artistici di letterari, scientifici e scientifici". I documenti originali ponevano una grande enfasi sulla raccolta sistematica e sullo scopo accademico:
l'unico obiettivo è quello di raccogliere e preservare [...] tutto ciò che è utile per illustrare e chiarire l'antropologia degli aborigeni dell'emisfero occidentale e di diffondere per mezzo delle sue pubblicazioni le conoscenze emesse.
L'acquisto o la donazione di altre collezioni erano giustificati come preziosi punti di forza scientifici della collezione, riunendo "esemplari che non sono mai stati duplicati" e l'enfasi speciale è stata posta su oggetti organici conservati nelle grotte o in fasci sacri.
Sebbene lo scopo di Heye nel fondare il Museo degli indiani americani sia stato spesso licenziato come opera di un appassionato collezionista il cui unico interesse era l'accumulo di oggetti per il bene di possederli, la missione del museo, il sostegno da parte dei filantropi, la ricerca intensiva e la produttività accademica lo colloca saldamente allo stesso livello di altri musei che operarono durante quel periodo.
Dopo l'apertura del museo, Heye mise insieme uno staff professionale e continuò a raccogliere reperti in maniera compulsiva. Nel 1926 aveva riempito il suo museo e costruito una struttura di stoccaggio separata nel Bronx. Oltre alle spedizioni e agli scavi, le risorse di Heye gli permisero di garantire importanti pezzi archeologici latinoamericani e i primi oggetti etnografici nordamericani da collezionisti e musei europei. Tuttavia, con la perdita di due principali benefattori nel 1928, Heye perse il sostegno che rese possibile gran parte della sua raccolta, e dopo la depressione, si concentrò maggiormente sull'acquisto di singoli articoli, spesso dai rivenditori e dalle collezioni assemblate da altri, spesso senza una documentazione sufficiente.
Avendo accumulato oltre 163.000 oggetti nel 1929, Heye continuò a costruire le collezioni, sebbene più lentamente, fino alla sua morte nel 1957. A quel punto le collezioni contavano probabilmente 700.000 oggetti che rappresentano circa l'85% degli oggetti della NMAI. Nel 1960, Fredrick J. Dockstader, che era entrato a far parte dello staff nel 1955, divenne il direttore del MAI.
Seguendo le tendenze iniziate durante la vita di Heye, Dockstader ha acquisito materiali significativi che rappresentavano la fusione di mondi nativi e non nativi, comprese le opere fatte per essere vendute ma che non rappresentavano ancora valori culturali tradizionali. Attraverso acquisti e scambi, Dockstader acquisì anche importanti pezzi etnografici e archeologici, riorganizzò le mostre e pubblicò una serie di libri sulle collezioni.
Dall'inizio del mandato di Dockstader, gran parte delle risorse del museo furono riprese con inventari ordinati dal tribunale, continue lotte finanziarie e tentativi di risolvere il futuro del museo. Le aggiunte alla raccolta erano limitate, contando meno di 4000 articoli. Tuttavia, durante questo periodo, il museo fece importanti passi programmatici impegnandosi con artisti e comunità di nativi contemporanei, dando vita al festival cinematografico e video dei nativi americani nel 1979, nonché aumentando la programmazione pubblica attraverso i contatti con individui e comunità native.
Nel 1989, il MAI viene trasferito sotto la direzione dello Smithsonian che ha apportato cambiamenti sostanziali a tutti gli aspetti del museo. Oltre ad aggiornare la gestione delle raccolte e altre operazioni, gli atteggiamenti nei confronti delle collezioni sono cambiati. Laddove la collezione aveva servito la missione di George Heye, la missione della NMAI, con la sua enfasi sulla partnership con i nativi e le loro vite contemporanee, ha stimolato diverse raccolte di strategie di sviluppo e operazioni programmatiche, nonché consultazioni con i rappresentanti della comunità.
I risultati più importanti del NMAI sono stati:
- l'apertura del George Gustav Heye Center di New York City nel 1994;
- l'edificio NMAI nel National Mall di Washington, DC, nel 2004;
- la costruzione del Centro di risorse culturali della NMAI a Suitland nel 1999;
- lo spostamento delle collezioni dal "ramo di ricerca" nel Bronx.